# Puccinia virgae-aureae
Puccinia virgae-aureae ist eine Pilzart aus der Ordnung der Rostpilze (Pucciniales). Der Pilz ist ein Endoparasit der Korbblütlergattung Solidago. Symptome des Befalls durch die Art sind Rostflecken und Pusteln auf den Blattoberflächen der Wirtspflanzen. Sie ist holarktisch verbreitet.

## Merkmale

### Makroskopische Merkmale
Puccinia virgae-aureae ist mit bloßem Auge nur anhand der auf der Oberfläche des Wirtes hervortretenden Sporenlager zu erkennen. Sie wachsen in Nestern, die als gelbliche bis braune Flecken und Pusteln auf den Blattoberflächen erscheinen.

### Mikroskopische Merkmale
Das Myzel von Puccinia virgae-aureae wächst wie bei allen Puccinia-Arten interzellulär und bildet Saugfäden, die in das Speichergewebe des Wirtes wachsen. Ihre Spermogonien und Aecien sind unbekannt, gleiches gilt für die Uredien des Pilzes und ihre Uredosporen. Die unterseitig auf den Wirtsblättern wachsenden Telien der Art sind schwarzgrau, kompakt und bedeckt, sie stehen in dichten Gruppen. Die kastanienbraunen Teliosporen sind zweizellig, in der Regel spindelförmig bis zylindrisch und 40–55 × 15–20 µm groß. Ihre Stiele sind bräunlich und bis zu 30 µm lang.

## Verbreitung
Das bekannte Verbreitungsgebiet von Puccinia virgae-aureae umfasst die gemäßigten Regionen Nordamerikas und Eurasiens.

## Ökologie
Die Wirtspflanzen von Puccinia virgae-aureae sind verschiedene Goldruten-Arten. Der Pilz ernährt sich von den im Speichergewebe der Pflanzen vorhandenen Nährstoffen, seine Sporenlager brechen später durch die Blattoberfläche und setzen Sporen frei. Die Art durchläuft einen Entwicklungszyklus, von dem bislang nur Telien und Uredien sowie deren Wirt bekannt sind; Spermogonien und Aecien konnten ihr nicht zugewiesen werden.

## Taxonomie
Die Art wurde 1815 durch Augustin-Pyrame de Candolle als Xyloma virgae-aureae erstbeschrieben, 1837 überstellte dann Marie-Anne Libert die Art in die Gattung Puccinia.